# キャム・シュリトラー
- キャム・シュリトラー
- キャム・シュリットラー
- キャム・シュリッター

キャメロン・ジョン・シュリトラー（Cameron John Schlittler, 2001年2月5日 - ）は、アメリカ合衆国マサチューセッツ州ノーフォーク郡ウォルポール出身のプロ野球選手（投手）。右投右打。MLBのニューヨーク・ヤンキース所属。

## 経歴
2022年のMLBドラフト7巡目（全体220位）でニューヨーク・ヤンキースから指名されプロ入り。
2018年にルーキー級フロリダ・コンプレックスリーグ・ヤンキースでプロデビューし、シーズン途中にA級タンパ・ターポンズ、
ハドソンバレー・レネゲーズに昇格。3チーム合計で14試合（先発13試合）に登板して1勝2敗、防御率4.11、50奪三振の成績を記録した。
2024年はA+級ハドソンバレーで開幕を迎え、その後AA級サマセット・ペイトリオッツ、AAA級スクラントン・ウィルクスバリ・レイルライダースに昇格。3チーム合計で25試合（先発23試合）に登板して8勝8敗、防御率3.36、154奪三振の成績を記録した。
2025年AA級サマセットで開幕を迎え、6月にAAA級スクラントン・ウィルクスバリに昇格した。2025年7月9日、クラーク・シュミットがトミージョン手術を受けたことで今季絶望となり、それに伴いメジャーに初昇格した。 MLBデビュー戦となった本拠地でのシアトル・マリナーズ戦では、5回1/3を投げ3失点、7奪三振、被安打4の成績を残しメジャー初勝利を記録した。 ファストボールの最速は100.0mph（約160.1km/h）を記録し、ヤンキースの投手としては今季最速だった。

## 選手としての特徴
最速100.0mph（約160.1km/h）の速球に、カーブやスライダー、スイーパーを投げる。

## 詳細情報

### 背番号
- 31（2025年 - ）